# Marginella marimba
Marginella marimba is een slakkensoort uit de familie van de Marginellidae. De wetenschappelijke naam van de soort is voor het eerst geldig gepubliceerd in 1994 door Gofas & Fernandes.